# Oviraptoridae
Oviraptoridae là một họ khủng long Maniraptora giống chim, ăn thực vật hoặc ăn tạp. Oviraptoridae đặc trưng bởi cái mỏ không răng, giống vẹt, và trong một số trường hợp, mào trên đầu. Chúng thường nhỏ, dài từ một đến hai mét trong hầu hết các trường hợp, mặc dù một số loài Oviraptoridae có thể rất lớn. Oviraptoridae hiện chỉ được tìm thấy trong các hóa thạch kỷ Creta ở châu Á, với các loài nổi tiếng và mẫu vật hoàn chỉnh nhất chỉ tìm thấy ở sa mạc Gobi của Mông Cổ và Tây Bắc Trung Quốc.

## Phân loại
- Họ Oviraptoridae
  - Wulatelong
  - Gigantoraptor
  - Microvenator
  - Shixinggia
  - Oviraptorinae
    - Oviraptor
    - Rinchenia
    - Nemegtomaia
    - Citipati
    - Ganzhousaurus

  - Ingeniinae
    - Heyuannia
    - "Ingenia"
    - Conchoraptor
    - Khaan